# Contea di Sclafani bianco
Il Contea di Sclafani bianco è un vino DOC la cui produzione è consentita nelle province di Agrigento, Caltanissetta e Palermo.

## Caratteristiche organolettiche
- colore: giallo paglierino più o meno intenso talvolta con riflessi verdognoli
- odore: gradevole, fine, elegante
- sapore: armonico, delicato, gustoso, sapido

## Produzione
Provincia, stagione, volume in ettolitri
- nessun dato disponibile